# Dezider Nágel
Dezider Nágel (25. dubna 1913 Dolný Hričov – 17. června 1981 Partizánske) byl slovenský dirigent, hudební skladatel a pedagog.

## Život
Po maturitě na reálném gymnáziu v Banské Štiavnici v roce 1934 studoval na Hudebnědramatické akademii v Bratislavě skladbu u Alexandra Moyzese a dirigování u Josefa Vincourka. Současně studoval i hudební vědu na Filozofické fakultě Univerzity Komenského v Bratislavě.
Od roku 1934 učil na hudební škole v Chrabranech a později na Učitelské akademii ve Spišské Nové Vsi. V letech 1944–1952 byl tajemníkem Svazu slovenských skladatelů, referentem hudebního odboru Matice slovenské a redaktorem Československého rozhlasu v Martině. V letech 1952–1959 působil jako profesor hudby na Pedagogické škole v Banské Bystrici. Od roku 1959 řídil amatérský Krajský symfonický orchestr v Banské Bystrici.
Byl významným organizátorem amatérského hudebního života a dirigentem mnoha pěveckých souborů a orchestrů. V 60. letech učil na Lidové škole umění v Brusnu a v Partizánském. Pedagogickou činnost ukončil po těžké nemoci v roce 1971. Zemřel 17. června 1981 v Partizánském. Pochovaný je v Nitře.

## Dílo
Psal odborné metodické články o práci pěveckých souborů. Založil a redigoval časopis Hudba, spev, tanec. Byl činný i jako skladatel. Je autorem více než 50 písní a menších skladeb, upravil přes 100 lidových písní pro sbory a psal metodické příručky pro pěvecká tělesa. Tiskem vyšlo mimo jiné:
- Dirigent a jeho spevokol (Martin 1950)
- Príručka pre dirigentov a spevákov (Bratislava 1955)
- Dvadsaťdva slovenských piesní (Spišská Nová Ves 1942)
- Dvanásť ľudových piesní pre detský sbor (Martin 1953)
- Sovietske detské piesne (Martin 1954)

V 50. a 60. letech připravoval šestijazyčný hudební slovník. Tuto práci však pro nemoc již nedokončil.